# Служба технічної підтримки
[джерело?]
Слу́жба техні́чної пі́дтримки та техпідтримка (Technical support,Helpdesk,Service desk) - сервісна структура, призначена для вирішення проблем користувачів з комп'ютерами і оргтехнікою (як апаратним, так і програмним забезпеченням). Важлива функціональна складова ITIL (бібліотека інфраструктури інформаційних технологій), що дозволяє виявити проблемні ділянки інфраструктури ІТ, оцінити ефективність роботи підрозділу ІТ.

## Методологія організації служби технічної підтримки
Служба технічної підтримки на кожному підприємстві може бути побудована різноманітними способами (мається на увазі реалізації процесів підтримки). Існує кілька моделей служби підтримки, наприклад: централізована, локальна, віртуальна - з єдиним телефонним центром і т. д. Служба технічної підтримки може бути організована як в цілях обслужити зовнішніх клієнтів (аутсорсинг обслуговування комп'ютерів і т. п.), так і внутрішніх ( підрозділ ІТ-департаменту на великих підприємствах).
В описі концепції ITIL, побудованої на процесному підході, Service Desk є єдиним описаним функціональним підрозділом. Цей виняток зроблено через велику важливість підрозділи техпідтримки при впровадженні практичному використанні сучасних ІТ-підходів та методик.
Правильно організована техпідтримка (Service Desk) завжди починається з реєстрації всіх звернень кінцевих користувачів, служить єдиною точкою для спілкування користувача з ІТ-службою. Найпопулярніші рішення з практичної організації техпідтримки часто будуються на базі Call-center (іноді навіть користувачі їх ототожнюють). Він є початковою точкою контактів кінцевих користувачів зі службою технічної підтримки і служить джерелом інформації про їх фактичної задоволеності рівнем сервісу, що доповнює інформацію про технічні параметри якості обслуговування компанії-клієнта (зовнішнього або внутрішнього).
На великих підприємствах або у великих компаніях-аутсорсерах служба технічної підтримки часто організована за наступним багаторівневому принципі:
- Користувач - звертається з питанням в службу підтримки по телефону або за допомогою електронної заявки.
- Оператор (1-я лінія підтримки, Call-center) - реєструє звернення, при можливості допомагає користувачеві самостійно, або ескалує (передає і контролює виконання) заявку на другу лінію підтримки.
- Друга лінія підтримки - отримує заявки від першої лінії, працює за ним, при необхідності залучаючи до вирішення проблеми фахівців із суміжних відділів (системні адміністратори, підтримка POS-термінал ів, підтримка спеціального ПЗ, підтримка спеціального обладнання (Дилінг) і т. д.)

## Засоби автоматизації діяльності служби техпідтримки
Для автоматизації роботи служби технічної підтримки існує велика кількість програмних комплексів, наприклад:
- LANDesk Service Desk
- BMC Remedy
- BOAS Help Desk (Сервіс Деск)
- CA Service Desk
- GLPI
- HP Service Desk
- IntraService (Service Desk, SaaS)
- Microsoft System Center Service Manager
- Naumen Service Desk
- Open-source Ticket Request System
- Symantec Service Desk
- Terrasoft Service Desk
- Кларіс Service Desk SaaS